# أبييي تايلور
أبييي تايلور (بالإنجليزية: Abbie Taylor)‏ هي دراجة بريطانية، ولدت في 3 سبتمبر 1993.